# Richard Wagner (Pilot)

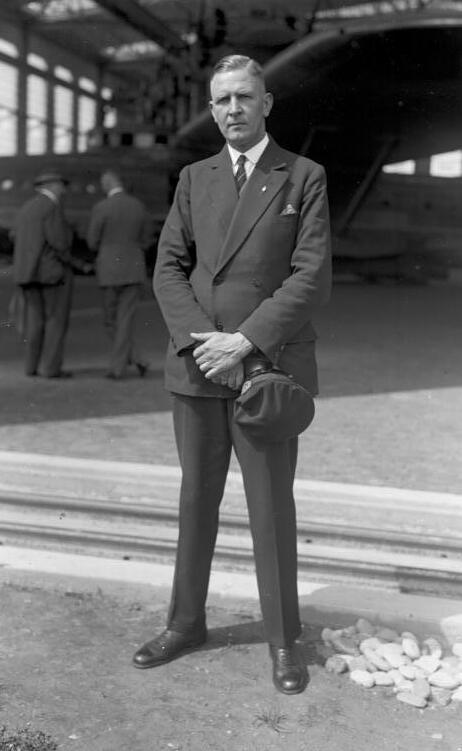
Richard Wagner (1929)

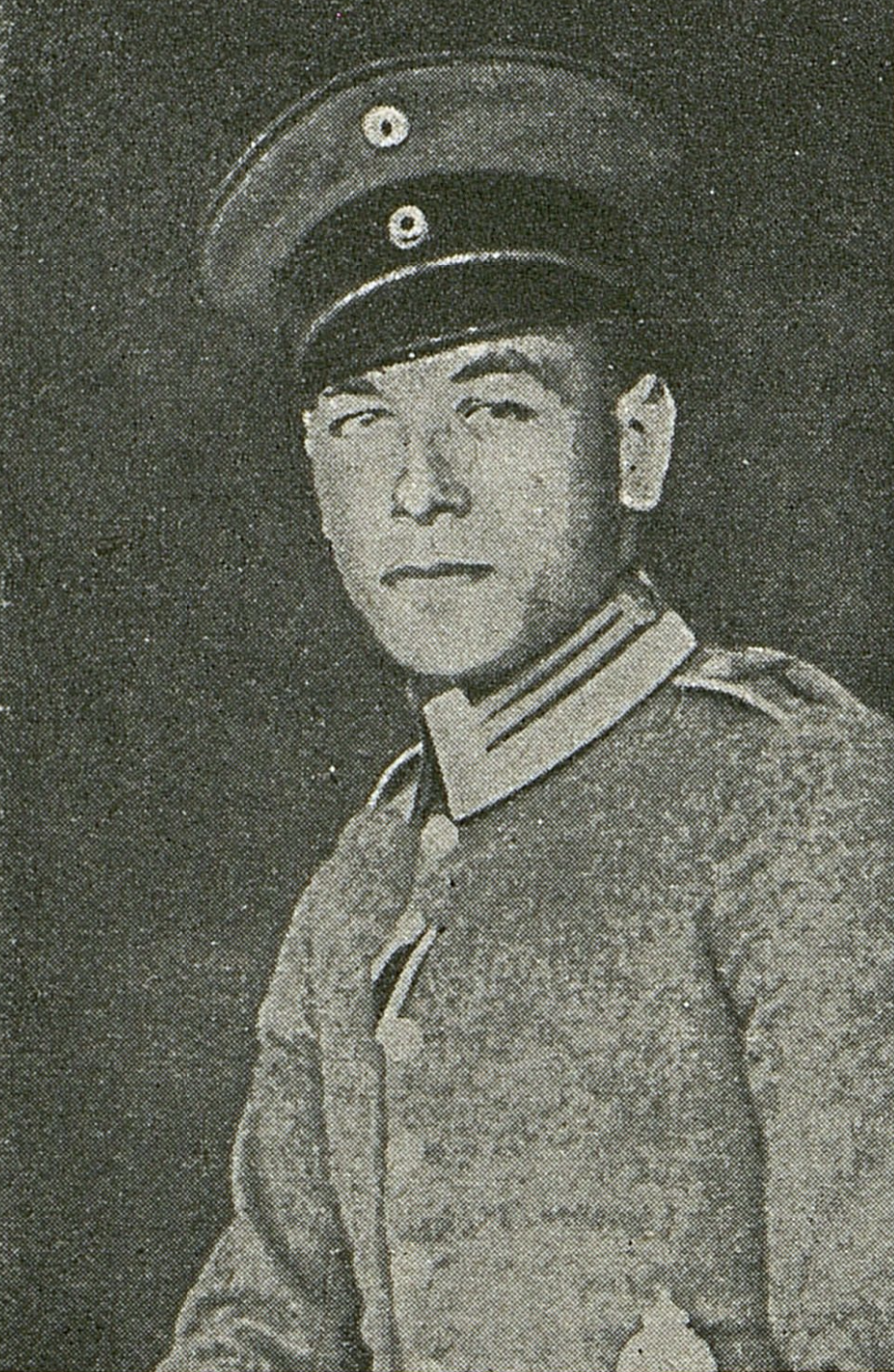
Richard Wagner (ca. 1918)

Richard Wagner (* 22. Juni 1893 in Kiel; † 28. März 1935 Fliegertod auf dem Simssee/Bayern) war ein deutscher Pilot. Er war Chefeinflieger bei der Dornier Metallbauten GmbH.

## Leben
Richard Wagner kam am 7. August 1914 mit Beginn des Ersten Weltkriegs nach einer vierjährigen Lehre im Maschinen- und Explosionsmotorenbau als Freiwilliger zur I. Seefliegerabteilung in Kiel-Holtenau. Dort wurde er Fluglehrer und war während der Kriegsjahre 1917 und 1918 am Ägäischen Meer stationiert. Ab 1923 wurde Wagner als Einflieger der Dornier Metallbauten GmbH am Standort Marina di Pisa/Italien beschäftigt und wechselte 1925 zum Dornier Stammwerk nach Friedrichshafen.
In den Jahren 1924 bis 1928 stellte Richard Wagner auf den Flugbooten der Baureihe Dornier-Wal einige fliegerische Weltrekorde auf, die die Fachwelt auf ihn aufmerksam machten.
 Am 27. August 1924 überführte er den spanischen Wal W 7 ohne Zwischenlandung von Marina di Pisa nach Melilla in zehn Stunden 39 Minuten (1575 km, entspricht 151 km/h).
Mit Guido Guidi stellte er im Februar 1925 20 Klassenrekorde für Seeflugzeuge mit dem Wal auf. Sie benutzen den mit 360-PS-Motoren Rolls-Royce Eagle IX ausgerüsteten 16. in Pisa gebauten Wal vor dessen Ablieferung an Spanien. Dabei wurden in einem Flug über 500 km mit 1500 kg Nutzlast 168,525 km/h erzielt, was gleichzeitig Rekord über 100 km und 200 km war und auch Rekord mit einer Nutzlast von 1000 / 500 / 250 kg war, also zwölf Rekorde, dazu kamen Distanzrekorde mit 507,38 km bei 1500 und 1000 kg Nutzlast, und bei 1500 kg Nutzlast noch ein Höhenrekord von 3682 m und ein Dauerrekord von 6h 33min 35s. Vier weitere Rekorde wurden mit 2000 kg Nutzlast aufgestellt: über 100 km wurde 133,781 km/h, über 200 km 134,514 km/h erreicht, eine Distanz von 253,69 km konnte zurückgelegt und eine Höhe von 3005 m erreicht werden.

Zwischen dem 20. Januar und dem 5. Februar 1928 errang der Dornier-Chefpilot vor Friedrichshafen mit einer R4 Gas Superwal zwölf Weltrekorde für Seeflugzeuge. Die mit vier 480 PS leistenden Gnome-et-Rhône-Jupiter-Motoren in zwei Tandemgondeln ausgerüstete Maschine flog zuerst mit einer Nutzlast von 4000 kg 100 km in 209,546 km/h. Am 23. Januar wurde ein Höhenrekord von 2845 m bei gleicher Nutzlast aufgestellt, und es folgten – wieder mit gleicher Nutzlast – Geschwindigkeitsrekorde über 500 km mit 179,416 km/h und über 1000 km mit 177,279 km/h, wobei gleichzeitig für 4000 kg Nutzlast ein Distanzrekord auf geschlossenem Kurs von 1000,160 km und ein Dauerrekord von 6:01:56 h erreicht wurden. Da diese Leistungen zum Teil auch Bestleistungen für geringere Nutzlasten waren, konnten Dornier und der Motorenkonstrukteur Bristol mit zwölf Weltrekorden werben.

Am 12. Juli 1929 gelang dem Dornier-Chefpiloten der Erstflug mit dem damals neu entwickelten Flugschiff Do X bei Altenrhein auf dem Bodensee, obschon zunächst nur ein Test des Manövrierverhaltens ohne Flug geplant war.
Bei einer Notlandung eines Wal-Flugbootes auf dem Simssee bei Rosenheim verunglückte Richard Wagner aufgrund der von Seefliegern so gefürchteten Glattwassersituation am 28. März 1935 tödlich, weil er sich beim Landeanflug in der Höhe verschätzt hatte.